# Lülsfeld
Lülsfeld é um município da Alemanha, situado no distrito de Schweinfurt, no estado da Baviera. Tem 11,20 km² de área, e sua população em 2019 foi estimada em 844 habitantes.